# Seznam makedonskih pesnikov
Seznam makedonskih pesnikov.

## A
Zoran Ančevski - Petre M. Andreevski - Miho Atanasovski - Nataša Avramovska?

## B
Genadi Bolinovski

## Č
Todor Čalovski - Vojdan (pop Georgiev) Černodrinski

## Ć
Katica Ćulavkova

## D
Petko Dabeski - Lidija Dimkovska -

## G
- Bogomil Ǵuzel (Gjuzel)

## I
Emin Iljami -
Gogo Ivanovski -
Srbo Ivanovski -

## J
Slavko Janevski - 

## K
Lazo Karovski - Eftim Kletnikov - Blaže Koneski - Jovan Koteski - Slavčo Koviloski - Katica Ḱulavkova? - Vasil Kunoski

## L
Risto Lazarov - Miloš Lindro

## M
Nikola Madžirov - Vlado Maleski - Mateja Matevski (1929-2018) - Dimitar Miladinov - Konstantin Miladinov -

## N
Volče Naumčev

## P
Jovan Pavlovski - Radovan Pavlovski - Hristo Petreski - Ante Popovski - Grigor Prličev (1830-1893)

## R
Kočo Racin - Mihail Rendžov - Danica Ručigaj

## S
(Resul Shabani) - Simjon Simev - Goran Stefanovski - Sande Stojčevski - Jovan Strezovski -

## Š
Aco Šopov -

## T
Stojan Tarapuza - Jovica Tasevski-Eternijan - Vasil Tocinovski - Gane Todorovski

## U
Vlada Urošević -

## V
Atanas Vangelov - Risto Vasilevski

## Ž
Rajko Žinzifov